# Гадюка Даревского
Гадюка Даревского (лат. Vipera darevskii) — ядовитая змея из семейства гадюковые. Самки больше самцов; самки достигают 40 см в длину, самцы — 25 см. Своё название получила в честь известного герпетолога Ильи Сергеевича Даревского, обнаружившего первые экземпляры этого вида в Армении.

## Внешний вид
Длина тела самцов достигает 260 мм, длина хвоста 39—43 мм, в то время, как длина тела самок больше, достигает 420 мм, длина хвоста — 45—50 мм. Голова широкая, боковые края морды чуть приострены, передний край немного закруглён. Щиток между челюстями узкий и касается одной или двух апикальных чешуй. Имеют крупные щитки над глазами, которые отделены от лобного только одним рядом мелких чешуй. Ноздря прорезана в нижней части носового щитка. У самцов брюшных щитков имеется от 128 до 136, подхвостовых — 29—35 пар. Количество брюшных щитков у самок колеблется от 132 до 140 и 25—30 пар подхвостовых. Вокруг середины тела 21 ряд чешуи с хорошо выраженными рёбрышками.

### Окраска
Гадюка Даревского имеет желтовато-серый или желтовато-коричневый окрас. По спине вдоль тела проходит бурая зигзагообразная полоса, по бокам — по одному ряду тёмных слабозаметных пятен. Брюхо черноватое со светлой окантовкой брюшных щитков. Новорождённые особи имеют типичную для данного вида окраску.

## Распространение
Продолжительное время оставалась известной лишь одна популяция в субальпийских и альпийских лугах на северо-западе Армении, в марзе Ширак, в юго-восточной части Джавахетского хребта. Типовое местонахождение — гора Лнгли, Мокрые горы, Ашоцкский марз Армении. Обитают гадюки на высоте 2600—3000 м над уровнем моря, на каменных осыпях, выходящих прямо из-под снега. Недавно обнаружены два местонахождения этого вида в северо-восточной Турции: в 2 км к востоку от деревни Зекерия (Zekeriya), в 26 километрах юго-восточнее Ардануча в иле Артвин, и окрестностях села Пософ в иле Ардахан.

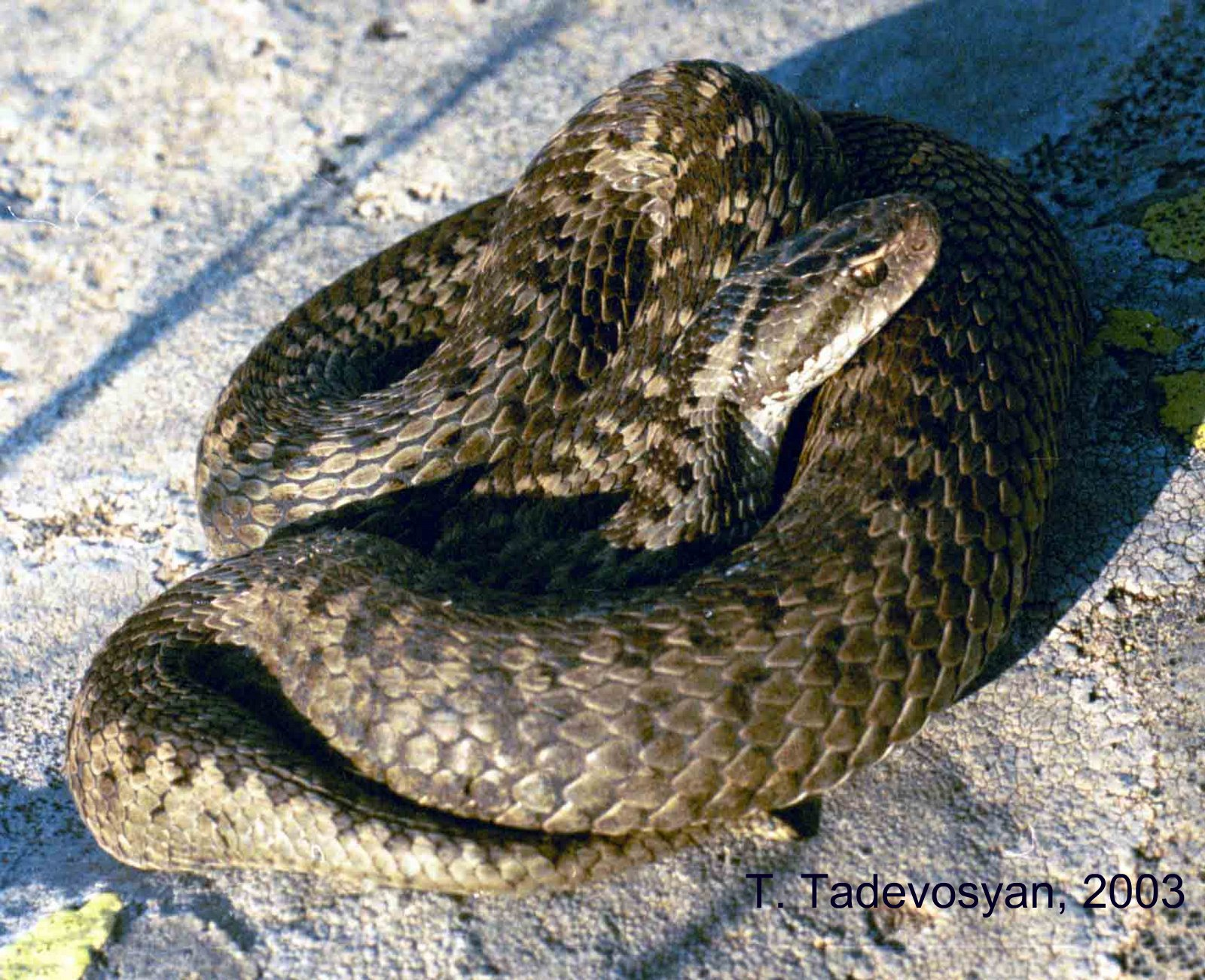
Самка, гора Ачкасар, Армения

## Действие яда
Гадюка ядовита, как и другие ядовитые змеи. Яд гемотоксический (воздействует на кровь и кроветворные органы). Укусы представляют собой большую опасность для животных и человека. Укушенные животные погибают от несворачиваемости крови и многочисленных кровоизлияний во внутренние органы.

## Питание
Гадюки Даревского питаются полёвками, саранчовыми, скальными ящерицами.

## Численность и природоохранный статус
Гадюка встречается крайне редко и стоит под угрозой исчезновения. Вид узкоареален, включён в Красную книгу МСОП (категория R).